# Bahamaische Billie-Jean-King-Cup-Mannschaft
Die bahamaische Billie-Jean-King-Cup-Mannschaft ist die Tennisnationalmannschaft der Bahamas, die im Billie Jean King Cup eingesetzt wird. Der Billie Jean King Cup (bis 1995 Federation Cup, 1996 bis 2020 Fed Cup) ist der wichtigste Wettbewerb für Nationalmannschaften im Damentennis, analog dem Davis Cup bei den Herren.

## Geschichte
1990 nahmen die Bahamas erstmals am Billie Jean King Cup teil. Das bisher beste Abschneiden war das Erreichen der Gruppe I Amerika.

## Teamchefs (unvollständig)
- Sidney Pratt
- Ricardo Demerite

## Bekannte Spielerinnen der Mannschaft
- Larikah Russell
- Nikkita Fountain
- Kim Cartwright